# Juan Antoine y Zayas
Juan Bautista de la Cruz Antoine y Zayas (Alacant, 16 de desembre de 1805 -Alacant, 1876) va ser un diplomàtic polític valencià, ministre durant la minoria d'edat d'Isabel II d'Espanya.
La família del seu pare era d'origen francès i es va assentar a Alacant al segle xviii, mentre que la seva mare era descendent dels marquesos de Zayas. Ingressa en la carrera diplomàtica en 1825, i va arribar a ser agregat de la legació d'Espanya a Londres i Ministre Plenipotenciari a Mèxic en 1849-1852 i 1855-1856.
Amb caràcter interí ocuparà el  Ministeri d'Estat entre el 29 d'agost i l'11 de setembre de 1840, en el govern presidit per Modesto Cortázar Leal de Ibarra. Després fou elegit diputat per Alacant en 1844 i 1846, però deixà l'escó quan fou nomenat ministre plenipotenciari a Suïssa.
En 1844 també fou Secretari de l'Assemblea de les Ordes de Carles III, condecoració que va rebre en 1829. El 1860 fou nomenat Conseller d'Estat en la secció d'Ultramar.